# Maxine Seear
Maxine Seear (Johannesburg, 18 dicembre 1984) è una triatleta australiana.

## Carriera
Nel 2002 partecipa nella categoria junior ai mondiali di Cancun, vinti dalla francese Marion Lorblanchet con il tempo di 1:01:19, classificandosi al quinto posto assoluto con un tempo totale di 1:02:00. Davanti a lei la portoghese Fernandes (quarta in 1:01:55), la lussemburghese Elizabeth May (terza in 1:01:46) e l'olandese Wendy de Boer (seconda in 1:01:20).
Nel 2003 partecipa nella categoria élite a due gare di coppa del mondo, New York e Tongyeong, classificandosi in entrambe al 14º posto assoluto. Ai mondiali junior di Queenstown vince la medaglia d'argento con un tempo totale di 1:07:05, alle spalle della connazionale Felicity Abram (1:06:49) e davanti alla portoghese Vanessa Fernandes (1:07:24).
Nel 2004 all'età di 17 anni vince la gara di coppa del mondo di Ishigaki in 2:00:25, davanti alla britannica Michelle Dillon (2:00:36) e alla giapponese Kiyomi Niwata (2:01:16). L'annata eccezionale continua con un podio nella gara di Mazatlan in 2:01:09, bruciata sullo sprint dalla brasiliana Carla Moreno (2:01:04) e dalla tedesca Anja Dittmer (2:01:05), e con un quinto posto in altre tre gare: Devonport, Gamagori e Salford. Questo le permette di partecipare alle Olimpiadi di Atene, dove tuttavia non finisce la gara.
Nel 2006 è quinta nella gara di Asian Cup a Tongyeong, 14ª nella gara di coppa del mondo di Aqaba ed infine nona con un tempo totale di 2:09:41 ai campionati d'Oceania di Geelong, vinti dalla britannica Leanda Cave in 2:05:07.
Nel 2008 partecipa alla gara di Asian Cup a Seoul, raggiungendo la 6ª posizione finale, e alla gara di coppa panamericana di Kelowna, finendo al 13º posto.
Nel 2009 vince la medaglia d'argento ai mondiali di aquathlon di Gold Coast, con un tempo di 0:33:22, alle spalle della neozelandese Samantha Warriner (0:33:10) e davanti all'olandese Lisa Mensink (0:33:39). Partecipa alla gara della serie dei campionati del mondo di Yokohama, classificandosi al 26º posto. In coppa del mondo ottiene un 32º posto a Tiszaujvaros. Ad Amakusa in una gara della Asian Cup si classifica 6º assoluta.
Nel 2010 partecipa ai campionati d'Oceania classificandosi ottava, con più di 6 minuti di distacco dalla vincitrice di giornata, la neozelandese Andrea Hewitt.

### Le Olimpiadi
Atene 2004: Ai giochi olimpici di Atene, dopo una frazione di nuoto di buon livello (16º tempo assoluto), Maxine si ritira nella frazione in bici. L'oro olimpico andrà all'austriaca Kate Allen (2:04:43), seguita dall'australiana Loretta Harrop (2:04:50.17) e dalla statunitense Susan Williams (2:05:08).

## Titoli
- Campionessa australiana triathlon sprint - 2004